# Eugène Lacroix
Pour les articles homonymes, voir Lacroix.
Eugène Émile Lacroix (né le 13 avril 1858 à Esher, petite ville du Surrey, en banlieue de Londres, et mort à Paris le 11 janvier 1950) est un organiste et compositeur français.

## Biographie
Eugène-Émile Lacroix naît en Angleterre de parents français le 13 avril 1858 à Esher.
Élève de Gigout à l’école Niedermeyer, il a été organiste des Chanteurs de Saint-Gervais et des concerts Lamoureux. Il est aussi membre de la Société Internationale et de la Société des compositeurs de musique.
Il devient organiste à Notre-Dame d’Auteuil à Paris, puis à St-Merry au tournant du siècle, et enfin à Notre-Dame-de-Lourdes en 1921; d’où il sera renvoyé par le curé en 1941 pour raison d’âge (82 ans), sans préavis et sans compensation monétaire. Il termine sa vie dans la misère après plus de 60 ans au service de diverses églises de Paris.
Eugène Lacroix meurt le 11 janvier 1950 à Paris.
Comme compositeur, il est notamment l'auteur d'un drame lyrique, Nominoé, d'une symphonie, d'une messe, de motets, d'environ 40 mélodies, d'une sonate pour violoncelle et piano, d'un quintette pour piano et cordes et de 20 grandes pièces pour orgue. 

## Œuvres
Liste sommaire établie d’après les catalogues VIAF et de la BnF :

### Piano
- Adamoua : danse-marche africaine pour piano; Paris : E. Bertin [1884]
- Étoiles et flots
- Impromptu
- Inséparablement
- Pensée d’automne
- Pièces pour piano, style XVIIIe siècle
- Prélude en mi bémol mineur
- Promenade d’étudiants
- Ruisseau sous la feuillée
- Sentier sous bois, idylle pour piano
- Valse de concert, Paris : chez l’auteur, [1935]. Dédicace à madame Suzanne Guébel.

### Musique religieuse
- Antiennes à la Ste Vierge; Paris : Graff-Parvy, [1881]

1. Alma Redemptoris
2. Ave Regina
3. Regina cœli
4. Salve Regina

- Felix es, sacra Virgo Maria
- Inviolata, integra et casta es Maria
- Miseremini mei
- O sacrum convivium, à 4 voix mixtes pour la procession du Saint-Sacrement. Chant seul
- O salutaris, motet à 2 voix égales
- Salut du Saint Sacrement, soli, chœur et orgue ; Paris : Graff, [1880]

1. Ave verum, 1 voix
2. Ave Maria, 1 voix, chœur à 4 voix
3. Tantum ergo, chœur à 4 voix
4. Laudate Dominum, chœur à 4 voix

- Sancta et immaculata virginitas
- Sub tuum præsidium

### Mélodies et chœurs
- C’est l’heure exquise, poème de Verlaine, Paris : Gounon-Ghidoué [1894]
- Escadron français, chant, paroles de Victor Second
- Le fer, chœur à 4 voix d’hommes, paroles de Gaston Wiallard, [1899]  Dédicace à V. Durand, directeur de l’Union musicale des Quinze-Vingts
- Hirondelle revient d’exil, bluette, paroles de G. Wiallard.
- Il pleure dans mon cœur, poème de Verlaine, Paris : Costallat
- Légende marine, chœur à 4 voix d’hommes, paroles de Stéphane Servant [1902]
- Litanies des petites mains, pour chant et piano, paroles de Paul Romilly (1845-1919);  Paris : Ars & Vita, [1923]
- 5 Mélodies de Paul Verlaine, avec accompagnement de piano; Paris: Costallat & Cie., 1898

1. C'est l'extase langoureuse
2. Donc, ce sera par un clair jour d'été (La bonne chanson)
3. En sourdine
4. Je ne veux plus aimer que ma mère Marie
5. Mandoline

- Monts, scène, poésie de A. de Lamartine, pour mezzo-soprano ou baryton et piano
- Noël médiéval, solo et chœur a cappella; paroles et musique de Eugène Lacroix
- Nox, poésie de Leconte de l’Isle
- O sainte Immensité. paroles de Gaston Duchesne
- L’oiseau sur la branche, pour voix et piano, Pensée consacrée à la femme par Victor Hugo ; Paris : Graff-Parvy, [1882]
- Pâle étoile du matin, poème de Verlaine, Paris : Gounon-Ghidoué [1894]
- Près du soir, le jour se repose, mélodie pour basse chantante, paroles de André Bellessort
- Printemps d’amour, mélodie, paroles d’Alphonse Labitte
- Puisque l’aube grandit, La Bonne Chanson, poème de Verlaine; Paris : Costallat [1901]
- Sous-bois, mélodie pour ténor ou soprano, paroles de André Foulon de Vaux

L’abbé Joseph Joubert, dans ses notes biographiques sur les compositeurs du premier volume de son anthologie des Maîtres contemporains de l'orgue (1911), mentionne que Lacroix travaille à un drame lyrique : Nominoé, sur une pièce de Louis Tiercelin.

### Musique instrumentale
- Ode funèbre, pour orchestre, avec piano conducteur
- Quatre Pièces pour flûte et piano, dédiées à Georges Barrère (1901)
- Invocation, pour flûte et piano (1904)
- Premières tendresses; Paris : Veuve Richault [1898]. Diverses instrumentations : un instrument mélodique (flûte, hautbois, clarinette, basson, cor, violon, alto ou violoncelle) et piano ou quintette à cordes
- Quintette en la mineur pour piano, 2 violons, alto et violoncelle; Paris: E. Demets, n.d. [1901]

### Orgue
- Méditation pour orgue, Paris: Alphonse Leduc, 1895. in l'Orgue Moderne, (Widor-Guilmant), Livraison 6
- 3 Pièces pour orgue ou harmonium, in J. Joubert, Les Maîtres contemporains de l’orgue, Paris, Senart, 1912, vol. 1 :

1. Fugue
2. Recueillement
3. Fantaisie médiévale

- Recueil de 20 pièces pour orgue.

## Sources
- Joseph Joubert, Notices biographies et bibliographiques, Les Maîtres contemporains de l’orgue, Paris, Senart, 1912, vol. 1.
- Musica et Memoria Bref survol sur quelques compositeurs organistes parisiens au début du XXe siècle, par Olivier Geoffroy.
- Kurt Lueders, « Lacroix, Eugène-Émile », dans Joël-Marie Fauquet (dir.), Dictionnaire de la musique en France au XIXe siècle, Fayard, 2003, xviii-1406 (ISBN 2-213-59316-7, BNF 39052242), p. 655.